# Languedoc-Roussillon (wijnstreek)

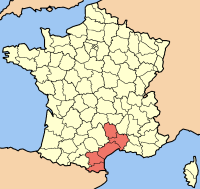
De wijnstreek ligt in het zuiden van Frankrijk en grenst aan de Middellandse Zee en Spanje

Languedoc-Roussillon is de grootste wijnstreek van Frankrijk en komt ongeveer overeen met de voormalige regio Languedoc-Roussillon. Het strekt zich uit langs de zuidoostkust van de Rhône tot aan de Spaanse grens. Het gebied met schrale hellingen, een droog klimaat en veel zon biedt in principe de natuurlijke omstandigheden die nodig zijn voor het maken van wijnen. 

## Geschiedenis
De wijncultuur in Frankrijk is hier aan het begin de jaartelling begonnen in de buurt van Narbonne. Het hoogtepunt van de wijnbouw kende dit gebied onder de Romeinen toen wijn uit dit gebied bekendheid genoot in Rome en werd geëxporteerd naar Duitsland. Met de val van het Romeinse Rijk verloor het gebied ook zijn bekendheid. In periode erna werd er nog voornamelijk wijn geproduceerd voor regionale consumptie. In de 13e eeuw werden voor het eerst vin doux natural gemaakt in Perpignan. In de 17e eeuw, toen het gebied meer werd ontsloten, kreeg de wijnbouw opnieuw een impuls. Een groot deel van de productie werd echter gedestilleerd tot eau de vie. In de 19e eeuw kwam er met de industrialisatie ook een toenemende vraag naar wijn. Het gebied werd toen het grootste wijngebied ter wereld, maar de kwaliteit was over het algemeen niet goed. Het ging meer om kwantiteit dan kwaliteit en in de loop van de tijd was er zelfs sprake van overproductie. Pas in de jaren zeventig en tachtig van de 20e eeuw ging men zich in toenemende mate toeleggen op het maken van kwalitatief betere wijnen. In 1987 verenigden een aantal wijnboeren zich en creëerden succesvol de vin de pays d'Oc. Daarnaast waren er in dezelfde tijd een aantal individuele wijnboeren die zich gingen toeleggen op het produceren van topwijnen.

## Pays d'Oc
Voorheen 'Vin de pays d'Oc' geheten. Deze landwijn wordt erop gemaakt om te voldoen aan de eisen van de moderne consument die hogere eisen stelt aan kwaliteit, maar ook toegankelijke wijnen wil. Hij wordt in de gehele Languedoc-Roussillon geproduceerd. De wettelijke normen voor deze wijn zijn minder zwaar dan die van de appellation. Druivensoorten van buiten de eigen streek kunnen hiervoor gebruikt worden, zoals chardonnay, merlot en cabernet sauvignon. Op het etiket wordt sinds 2013 naast IGP Pays d’Oc ook een logo en de vermelding Vin de France gebruik. Eveneens hebben de producenten besloten in hun communicatie de Franse herkomst te benadrukken met de slogan: "Vin de France par naissance, vin de qualité par conviction".

## Languedoc

Detailkaart met wijnstreken in het wijngebied

### Het gebied
Languedoc omvat de departementen Aude, Gard en Hérault. Ook weleens aangeduid met De Midi.

### De wijnen
De streek kenmerkt zich door min of meer traditionele terroirwijnen die veelal rood zijn. Van deze wijnen was die uit Fitou in 1948 de eerste met een appellation d'origine contrôlée – AOC – in de jaren tachtig volgden Faugères, Saint-Chinian, Minervois, Corbières en Coteaux du Languedoc die sinds 2007 Languedoc heet. Languedoc is met 50.000 ha en 121 gemeenten de grootste appellation. Een aantal gemeenten mogen hun naam aan de appellation toevoegen. Corbières is 15.000 ha groot en het district Fitou ligt hier middenin. Ten noorden hiervan ligt de Minervois (5000 ha) en oostelijk hiervan de kleinere gebieden Saint-Chinian en Faugères. Naast deze terroirwijnen en de eerder genoemde vin de pays d'Oc worden er in het gebied ook mousserende wijnen gemaakt zoals de blanquette en de crémant de Limoux. Natuurlijk zoete wijnen zijn de vin doux naturel (VDN): muscat de Frontignan en de kleinere AOC's Lunel, Mireval en Saint-Jean de Minervois. 

### DeAOC-AOP's
- Cabardès (1999)
- Clairette du Languedoc (1948)
- Corbières (1985)
- Corbières-Boutenac (2005)
- Faugères (1982 rood en rosé, 2005 wit)
- Fitou (1948)
- La Clape (2015)
- Languedoc (1982 rood en rosé, 2005 wit)
- Limoux (1938 Blanquette en Méthode Ancestrale, 1959 wit stil, 1990 Crémant, 2004 rood stil)
- Malepère (2006)
- Minervois (1985)
- Minervois-La Livinière (1999)
- Muscat de Frontignan (1936)
- Muscat de Lunel (1943)
- Muscat de Mireval (1959)
- Muscat Saint Jean de Minervois (1948)
- Picpoul de Pinet (2013)
- Saint-Chinian (1982 rood en rosé, 2005 wit)

Aanvankelijk behoorde de AOC-AOP Costières de Nîmes ook tot die van Languedoc, maar sinds 2004 wordt hij eigenlijk bij de Rhône ingedeeld.

## Roussillon

### Het gebied
Roussillon komt ongeveer overeen met het departement Pyrénées-Orientales. Ongeveer 40% van de landbouwgrond is hier met wijngaarden beplant.

### De wijnen
In 1977 werden de AOC Côtes du Roussillon en Côtes du Roussillon Villages ingevoerd. In de meeste van deze gemeenten wordt ook Rivesaltes geproduceerd. Roussillon is de grootste producent van VDN in Frankrijk, die zowel in rood als in wit en rosé gemaakt worden. Voor sommige wijnen worden uitsluitend muskaatdruiven gebruikt. De AOC zijn muscat de Rivesaltes dat in Languedoc ligt, Maury en Banyuls.

### De AOC-AOP's
- Banyuls (1972)
- Banyuls grand cru (1972)
- Collioure (1971)
- Côtes du Rousillon (1977)
- Côtes du Rousillon Villages (1977)
- Maury (1936)
- Muscat de Rivesaltes (1972)
- Rivesaltes (1936)